# مارسيل أوبيرت
مارسيل أوبيرت (بالفرنسية: Marcel Aubert)‏ هو مؤرخ الفن فرنسي، ولد في 9 أبريل 1884 في الدائرة العاشرة في باريس في فرنسا، وتوفي في 28 ديسمبر 1962.